# Sias Fanoembi
Josias (Sias) Fanoembi (Surabaya, 29 september 1949 - Boxmeer, 7 februari 2013) was een Nederlands beeldhouwer..

## Leven en werk
Fanoembi werd geboren in Nederlands-Indië. Het gezin kwam in 1951, na de Indonesische Onafhankelijkheidsoorlog, in Nederland terecht. Hij werd opgeleid aan de ArtEZ Academie voor beeldende kunsten in Arnhem (1977-1981). Hij maakte aanvankelijk bronzen beelden, die hij zelf goot. Later koos hij ook voor andere materialen. Fanoembi werkte op de grens van het figuratieve en abstracte en liet zich voor zijn werk inspireren door zijn Molukse achtergrond. Hij gaf cursussen bij het kunstencentrum Meander in Boxmeer. Fanoembi was lid van de Nederlandse Kring van Beeldhouwers.
Fanoembi overleed op 63-jarige leeftijd.

## Werken (selectie)
- Bulat (1983), Vianen
- Hidup (1987), Venray
- grafmonumenten (1992) op Moscowa, Arnhem
- Metworstenrennen of Metworstmonument[3] (1999), Boxmeer
- Fier (2003), Oeffelt
- Dr. Peelen (2005), beeldje voor de Dr. Peelen Cultuurprijs van Boxmeer die jaarlijks wordt uitgereikt
- Tugu Maluku (2006), Moordrecht

## Fotogalerij

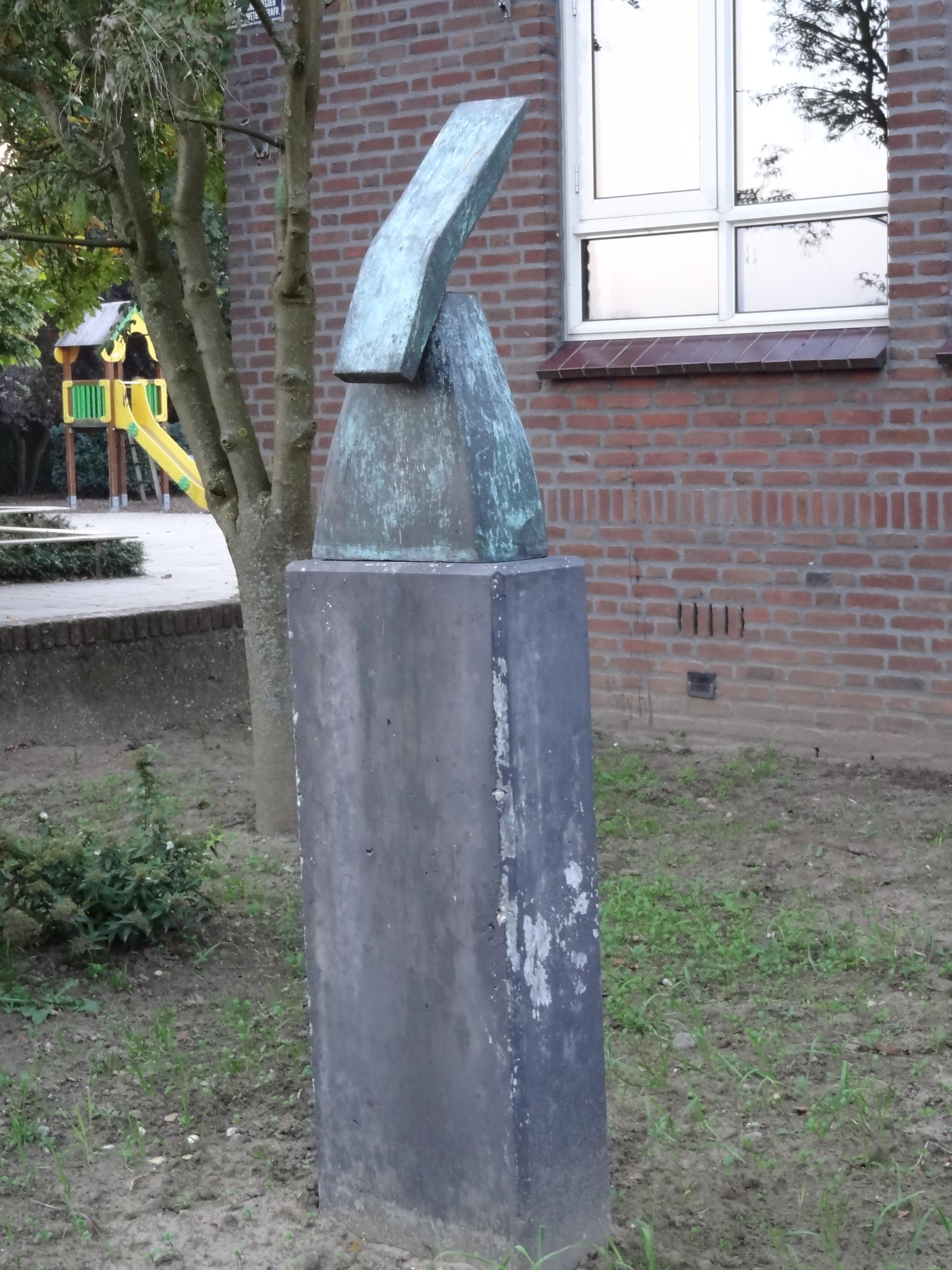
Bulat (1983), Vianen
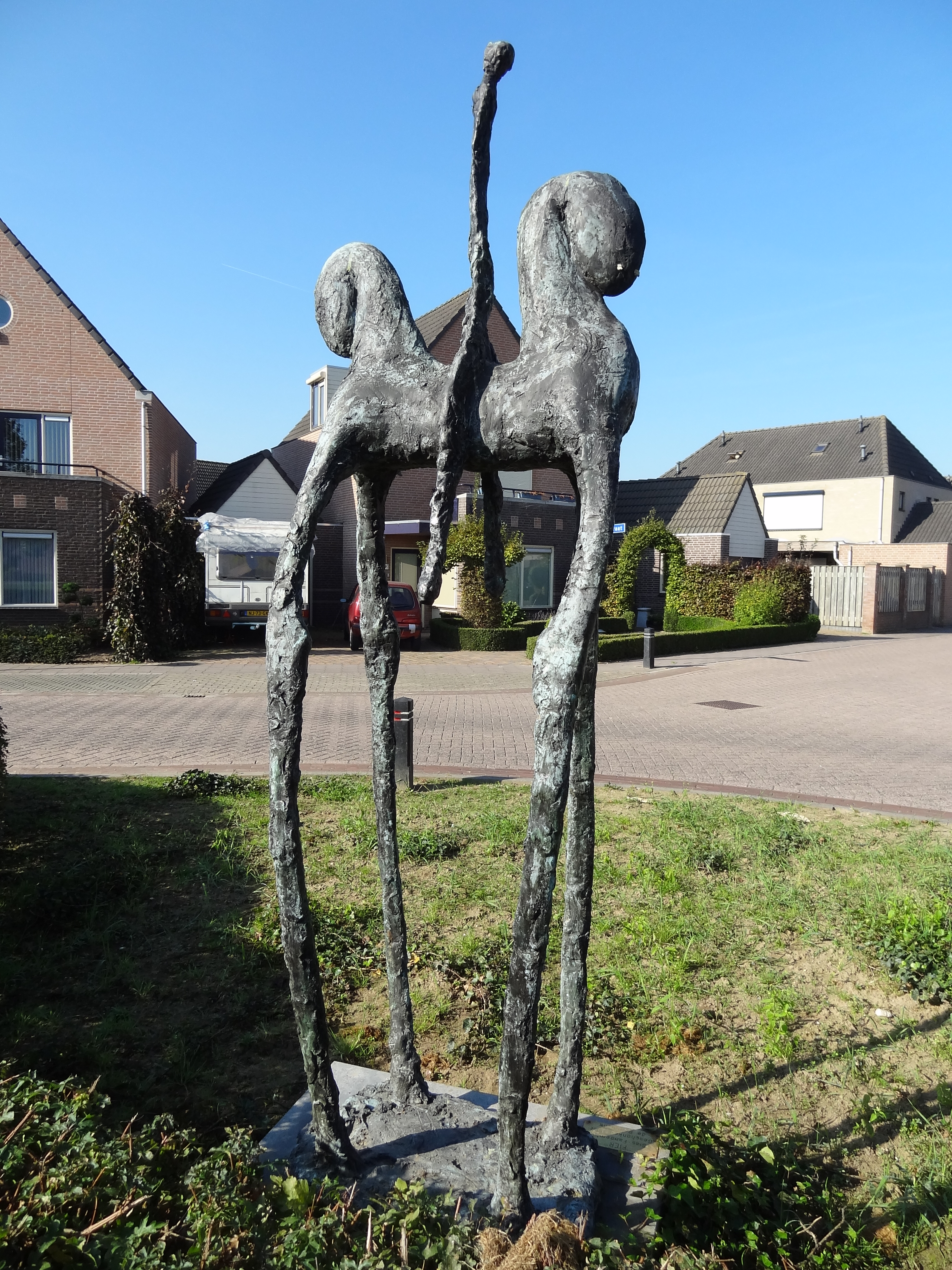
Fier (2003), Oeffelt
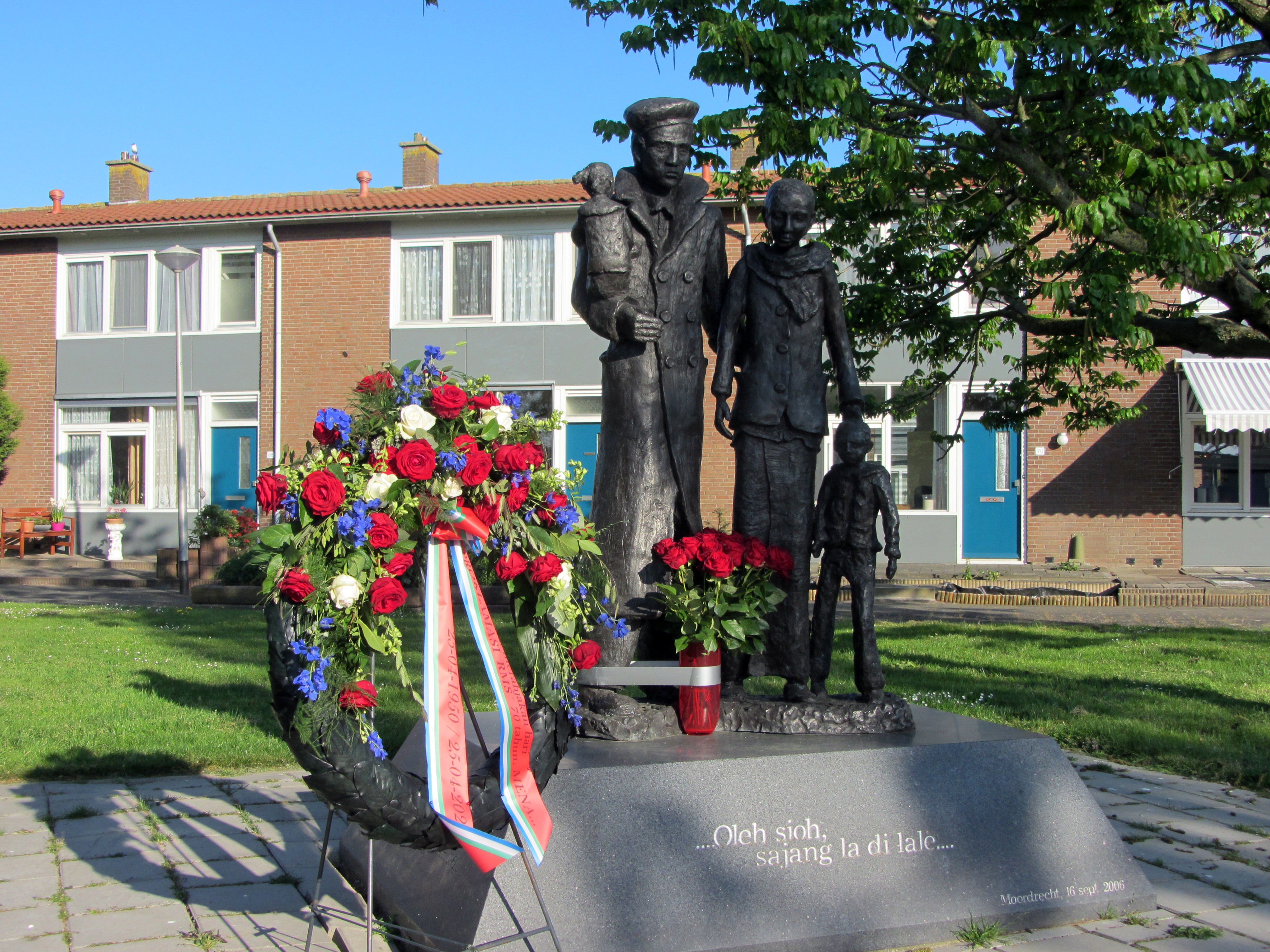
Monument in Moordrecht voor de eerste generatie Molukkers
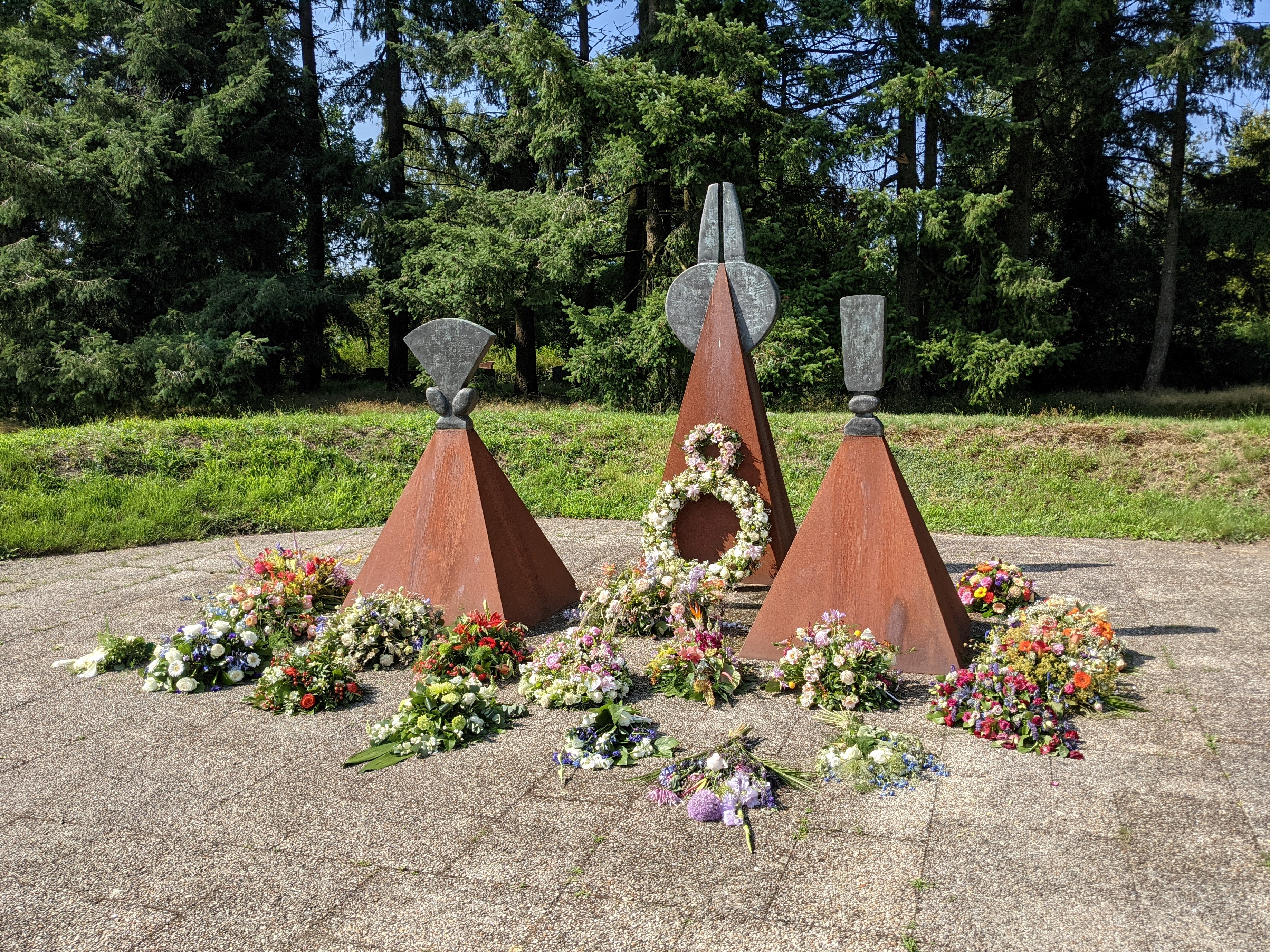
Grafmonumenten op begraafplaats Moscowa in Arnhem

- RKD-Nederlands Instituut voor Kunstgeschiedenis: 27303